# Хали-хало
Хали-хало — подвижная детская игра в разных вариантах, но с главным атрибутом: мячом.

## Правила
Играть может практически неограниченное количество детей. Мяч тоже может быть практически любым; желательно — не слишком тяжёлым.
- первого водящего выбирают считалкой.
- нельзя продолжать бег после сигнала водящего «Стоп»!

## История
Хали-Хало (историч.: Хелихелина, от греч. «хели» — черепаха) — забава, известная ещё в Древней Греции. 
Игра заключалась в том, что одна девушка — «черепаха» — отвечала на вопросы подруг, которые плясали вокруг нее. Эта игра в вопросы и ответы дожила до наших дней. В XX веке была известна в России как «хали-хало».
Для игры нужен был мяч. Ведущий загадывал слово, игроки должны были его отгадать. Как только кто-либо отгадывал слово, ведущий кричал «Хали-хало, лови его»!, бросал в сторону как можно дальше мяч и сам убегал. Как только игрок догонял и хватал мяч, нужно было крикнуть убегающему ведущему „Стоп“, тот останавливался, а игрок должен был отгадать, сколько до него шагов/прыжков и т.д., делал эти шаги/прыжки, останавливался; ведущий делал «кольцо» из рук, в которое игрок должен был забросить мяч. Если ему это удавалось, он сам становился ведущим.
В России наиболее распространенный вариант хали-хало схож с лаптой и штандером. Главные особенности её: перебеги, поимка мяча, пятнание мячом (бегущих или остановившихся).
Игра может рассматриваться как развивающая, поскольку улучшает выдержку, быстроту реакции, ловкость, глазомер.